# پرت اند ویتنی تی۷۳
پرت اند ویتنی تی۷۳ (به انگلیسی: Pratt & Whitney T73) یک موتور هواگرد ساختِ کارخانهٔ پرت اند ویتنی در کشور ایالات متحده آمریکا است . 